# Mohammad Sarengat
Mohammad Sarengat (ur. 26 października 1939 w Kedunguter, zm. 13 października 2014 w Dżakarcie) – lekkoatleta indonezyjski, dwukrotny mistrz Igrzysk Azjatyckich w biegach sprinterskich.
Uczęszczał do szkół w Surabaya i Batang. Nawiązując do rodzinnych tradycji sportowych – jego wuj Mursanyoto był piłkarzem, bramkarzem kadry narodowej – podjął treningi lekkoatletyczne i został powołany do reprezentacji narodowej Indonezji na organizowane w tym kraju Igrzyska Azjatyckie w 1962. Wygrał biegi na 100 m i 110 m przez płotki, zostając pierwszym indonezyjskim mistrzem Igrzysk Azjatyckich w historii. Na obu dystansach ustanowił rekordy kraju (100 m – 10,4 s, 110 m ppł – 14,3 s), które przetrwały do lat 80., wynik na 110 m ppł był także rekordem Igrzysk Azjatyckich.
Po zakończeniu kariery sportowej był Sarengat m.in. osobistym lekarzem prominentnych polityków, wiceprezydenta Indonezji i sułtana okręgu Yogyakarta Hamengkubuwono IX oraz wieloletniego ministra spraw zagranicznych Adama Malika. Imię Sarengata nadano wybudowanemu w 1974 stadionowi piłkarskiemu w Batang, siedzibie klubu Persibat Batang.
Był żonaty (Nani), miał troje dzieci (Meidy, Sari, Andung). W 2012 doznał poważnego udaru, po którym nie powrócił już do sprawności. Zmarł 13 października 2014.